# ألان دونبار
ألان دونبار (بالإنجليزية: Alan Dunbar)‏ هو لاعب غولف بريطاني، ولد في 30 أبريل 1990 في Ballymoney ‏ في المملكة المتحدة.

## وصلات خارجية
- ألان دونبار على موقع رابطة أوروبا للاعبي الغولف المحترفين (الإنجليزية)
- ألان دونبار على موقع التصنيف العالمي الرسمي للغولف (الإنجليزية)